# Сибила фон Юлих-Клеве-Берг (1512 – 1554)
Сибила фон Юлих-Клеве-Берг (на немски: Sibylle von Jülich-Kleve-Berg, * 17 юли 1512 в Дюселдорф, † 21 февруари 1554 във Ваймар) от фамилията Дом Ламарк e херцогиня от Юлих-Клеве-Берг и чрез женитба курфюрстиня на Саксония (1532 – 1547).
Сибила е дъщеря на херцог Йохан III (1490 – 1539) от Юлих-Клеве-Берг от фамилията на гафовете на Марк и Мария от Юлих-Берг (1491 – 1543), наследничката на херцог Вилхелм IV от Юлих-Берг.
През септември 1526 г. Сибила се сгодява и се омъжва през февруари 1527 г. в Торгау за
Йохан Фридрих I (1503 – 1554) от род Ернестингските Ветини. Сватбата се празнува през началото на юни 1527 г. в Торгау. Йохан Фридрих попада в битката при Мюлберг на 24 април 1547 г. в плен на императорската войска и на 10 май е осъден на смърт, но след молби на влиятелни князе на доживотен затвор. Той загубва курфюрстката си титла и голяма част от земите си. През 1552 г. Йохан Фридрих е освободен и двамата умират през 1554 г. в разстояние на един месец. Сибила и Йохан Фридрих са погребани в градската църква на Ваймар.

## Деца
Сибила и Йохан Фридрих имат децата:
- Йохан Фридрих II „Средния“ (1529 – 1595), херцог на Саксония
- Йохан Вилхелм I (1530 – 1573), херцог на Саксония-Ваймар
- Йохан Ернст (*/† 1535)
- Йохан Фридрих III „Младши“ (1538 – 1565), херцог на Саксония